# Alfred Westholm (präst)
Gustaf Alfred Westholm, född den 24 januari 1832 i Ljusnarsbergs församling, Örebro län, död den 14 maj 1904 i Västerfärnebo församling, Västmanlands län, var en svensk präst och skolman. Han var far till filologen Alfred Westholm, juristen Karl Gustaf Westholm och arkitekten Sigurd Westholm.
Westholm blev student vid Uppsala universitet 1851, där han promoverades till filosofie magister 1857. Han blev adjunkt vid högre allmänna läroverket i Västerås 1860. Westholm prästvigdes 1872 och var regementspastor vid Västmanlands regemente 1872–1873. Han blev kyrkoherde i Sala pastorat 1873 och inspektor för lägre allmänna läroverket där samma år. Westholm var prost i Sala kontrakt 1875–1879, utnämndes till kyrkoherde i Västerfärnebo pastorat 1876 och var prost i Västerfärnebo kontrakt 1886–1900. Han var även landstingsman. Westholm utgav en akademisk avhandling och en prästmötespredikan.